# Európai Kézilabda-szövetség
Az Európai Kézilabda-szövetség (European Handball Federation; EHF) a kézilabda európai ügyeiért felelős szerv, amelynek 48 európai nemzet tagja. Egyike a Nemzetközi Kézilabda-szövetség (IHF) öt kontinens-szervezetének. 1991. november 17-én alapították Berlinben, székhelye Bécs. Jelenleg Michael Wiederer az elnöke.
Az EHF szervezi a kétévenként megrendezésre kerülő férfi- és női kézilabda-Európa-bajnokságot, amelyet mindig az egyik előre kiválasztott tagállam rendez.

## Kupák
Ez a szervezet klubcsapatok számára is szervez versenyeket, mind a nőknél, mind a férfiaknál:
- EHF-bajnokok ligája
- EHF-kupagyőztesek Európa-kupája
- EHF-kupa
- EHF Challenge Cup
- EHF Klubcsapatok Európa-bajnoksága